# Bism
Bism, en el universo fantástico de Narnia, es un país situado en grandes cavernas por debajo del Reino Profundo, a miles de brazas por debajo de las tierras superficiales. Este país solamente es solamente mencionado en el libro La silla de plata.

## Etimología
Bism es casi ciertamente una forma acortada del vocablo inglés 'abysm', una vieja palabra para describir un abismo, infierno o foso profundo.

## Ubicación y geografía
Bism es el país más profundo de todo el mundo de Narnia. Se encuentra por debajo de la Tierra Exterior (Narnia, Archenland, Calormen, etc.) y de la Tierra Inferior. Bism es cruzado por un enorme río de lava hirviendo, y posee una geografía similar a la de la Tierra Exterior, con montañas, laderas y demás, sólo que hechas de piedras hirviendo y fuego.

## Habitantes
Está poblado por gnomos conocidos como terranos, que tienen formas extrañas, de distintas estaturas, con varios dedos en los pies (algunos no tienen dedos) y otras características que los hacen muy diferentes entre ellos mismos, como la forma de las cabezas, la complexión, etc. También lo habitan salamandras, seres parecidos a dragones que habitan en el río de lava, y que son "muy elocuentes al hablar". 

## Historia
La tierra de Bism era libre, hasta que fue esclavizada por la Dama de la Saya Verde para trabajar en la Tierra Inferior (paradójicamente superior a Bism) y construir un túnel hacia Narnia para hacer una emboscada y conquistarla, coronando al príncipe Rilian como rey de este país, quien no sabe que es su hogar y que está destinado a ser rey del mismo, debido a que está bajo los efectos de un poderoso hechizo de la Dama de la Saya Verde. Sin embargo, Eustace Scrubb, Jill Pole y Barroquejón liberan al príncipe Rilian, y por consiguiente, a Bism. Así, los terranos regresan por una abertura a Bism, que más tarde se cierra hasta no dejar rastro.
El rey Rilian quería llegar hasta el extremo interior del mundo, para igualar las proezas de su padre Caspian X (quien había ido a los mares del "Fin del Mundo"), pero al final decide no hacerlo, para no arriesgar las vidas de sus compañeros (Jill, Eustace y Barroquejón).
C. S. Lewis describe a esta tierra como fantástica, en donde las piedras preciosas (tales como rubíes y diamantes) contienen jugo digestible que puede ser exprimido y bebido, y donde las salamandras hablan y bailan en los candentes ríos llameantes de lava. A diferencia de las gemas preciosas de la Tierra superior, las gemas de Bism están vivas, y brillan más que las de la tierra inferior.